# Bernardino Gadolo
Bernardino Gadolo, nato Pietro Gadolo e noto anche come Bernardino Gadola o Bernardino Gadoli (Pontevico, 22 febbraio 1463 – Firenze, 22 aprile 1499), è stato un religioso e letterato italiano, priore dell'Ordine camaldolese nel convento di San Michele in Isola.

## Biografia
Studiò a Brescia e in seguito nell'Università di Padova laureandosi in diritto canonico. Nel 1479 frequentò il convento camaldolese di San Michele in Isola, presso Murano, conoscendovi l'abate Pietro Dolfin, dove nel 1481 decise di farsi monaco e pronunciò i voti il 22 giugno 1482, assumendo il nome di Bernardino. In un momento non precisato tra 1487 e 1491 divenne priore - intanto nel 1480 il Dolfin era stato nominato generale dell'Ordine trasferendosi a Camaldoli - e viaggiò più volte per gli incarichi legati al suo ufficio, ma la sua attività fu prevalentemente dedicata allo studio e ai contatti epistolari con diversi umanisti contemporanei, come il Bembo, il Poliziano e Pico della Mirandola.
Nel 1492 curò un'edizione della Regula pastoralis di Gregorio Magno stampata a Venezia da Girolamo de' Paganini e nel 1495 uscirono i quattro volumi di una Bibbia latina, stampata a Venezia dall'editore Paganino de' Paganini, curata dal Gadolo e dedicata al cardinale Todeschini Piccolomini, futuro papa Pio III. Nel 1497 e 1498 rispettivamente uscirono a Venezia i due volumi dei Commentaria alla Genesi e ai libri profetici di san Girolamo, stampati da Giovanni e Gregorio de' Gregori. Dei suoi scritti originali restano delle lettere latine, una memoria sulle origini dell'Ordine camaldolese dedicata a Jacopo Filippo Foresti e un'agiografia di san Romualdo, mentre è irreperibile una sua satira Bembis indirizzata contro l'umanista Bonifacio Bembo.
Nel 1498 fu chiamato a Firenze dal Dolfin a capo del convento di Santa Maria degli Angeli, suscitando i malumori dei monaci fiorentini, che avrebbero voluto un priore scelto tra i fiorentini e guardavano con sospetto a un veneto, essendo allora Firenze in rotta politica con la Repubblica veneziana. Egli stesso disapprovò la politica del Savonarola, ne vide la tragica fine e morì un anno dopo il rogo del frate domenicano.

## Opere
- Sermoni
- Epistole
- De fugiendo saeculo, et amplexanda religione
- Contra superbiam et ambitionem
- Memoria dell'Ordine camaldolese